# أكاش بهاتيا
أكاش بهاتيا (بالإنجليزية: Akaash Bhatia)‏ مواليد 1 مايو 1983 في إنجلترا، هو ملاكم محترف بريطاني يصنف ضمن فئة وزن الريشة بدأ مسيرته الاحترافية سنة 2006.

## إحصائيات
خاض خلال مسيرته 15 نزالا، فاز في 14 ولم يتعادل وخسر في 1. فاز بالضربة القاضية في 5 نزالا.

## وصلات خارجية
- أكاش بهاتيا على موقع بوكس ريك (الإنجليزية) (registration required)

- الموقع الرسمي